# Слідство ведуть ЗнаТоКі. Полуденний злодій
«Слідство ведуть ЗнаТоКі. Полуденний злодій» — 18-й художній детективний фільм 1985 року з серії фільмів «Слідство ведуть ЗнаТоКі».

## Сюжет
У розробку «ЗнаТоКів» потрапляють дві справи. Одна з них пов'язана з бандою, що промишляє викраденням і збутом автомобілів. Інша — зі злодієм-«гастролером» Глібом Цараповим. Унікальна особливість злочинця полягає в тому, що свої крадіжки він робить рівно опівдні, кожен раз проявляючи при цьому незвичайну винахідливість і холоднокровність. Захоплений на місці злочину господарем квартири, Царапов упевнено імітує проведення обшуку і, знайшовши момент, швидко ховається. Втім, господар, який сам є неохайною людиною, відчуває полегшення, виявивши, що його всього лише обікрали.
Жертвою банди викрадачів стає власниця машини «Жигулі» Раїса Глазунова, яка віддала машину в ремонт автомеханіку — члену злочинної групи. Механік продав автомобіль Глазунової «потрібній» людині, а власниці пообіцяв «посильну» виплату вартості автомобіля тільки за умови її незвернення з цим питанням до міліції. Глазунова відмовляється від пропозиції і подає заяву в міліцію. Місцевий дільничний починає рутинне розслідування, але підстав для порушення кримінальної справи недостатньо, бо немає документів, які б підтверджували факт передачі автомобіля на ремонт підозрюваному автомеханіку. Не довіряючи міліції і намагаючись самотужки розшукати свою машину, Раїса в процесі пошуків і стеження перетинається з «полуденним злодієм». Увагу Царапова привернула багата квартира одного з членів банди, а саме директора невеликого стадіону Пузановського, на прізвисько «Пузо». Між Цараповим і Глазуновою виникає симпатія.
Бандити, мабуть, займаються викраденням і перепродажем автомобілів, а також кваліфіковано підробляють документи. З розповіді — алегоричної розмови між Пєпкіним і «Гарбузом» про «покупця з півдня, що недоїхав» — з якої непрямо випливає, що на їхній совісті також є вбивство:
|  | Гарбуз присувається до Пєпкіна і шепоче: «— Я чув, того покупця... який з півдня... ніби водолази шукають. Пузу сказати? — Об'їсться від нервів — лопне. Та й нам-то з тобою що? Покупець тоді просто не прийшов... чомусь. Вірно?» Гарбуз мрійливо посміхається, і Пєпкін відповідає йому мерзенною своєю усмішкою |

Томін бере Пузановського в розробку, знайомиться з ним, видаючи себе за багатого покупця. Пузановський пропонує Томіну придбати недавно викрадений автомобіль ГАЗ-24, але раптове втручання оперативної групи з місцевого РВВС, яка впізнала викрадене авто, ускладнює роботу Томіна.
Слідство виходить на слід Царапова. Виявляються докази — вилучені в комісійному магазині вкрадені магнітофони, золоті і срібні столові прилади, а також хутра, продані Цараповим продавчині винно-горілчаного магазину, джинси, запропоновані ним таксисту. Знаменський визначає місцезнаходження злодія (в районі Басманної вулиці), але при спробі затримання на зйомній квартирі Царапов тікає.
Спостерігаючи за квартирою Пузановського, Царапов помічає Раїсу, яка має намір самостійно викрити банду викрадачів. Попри «кодекс» злодія, який забороняє йому мати майно, постійне місце проживання, близькі стосунки, Царапов переймається симпатією і любов'ю до Раїси і щиро допомагає їй. Зокрема, він проникає в квартиру Пузановського з метою змусити того оплатити вартість як вкрадених «Жигулів», так і недавно вкраденої у нібито його друга чорної «Волги», але загрожує тому не фізичною розправою, а зверненням до міліції. Перед цим Царапов обшукав квартиру і з легкістю знайшов і викрав значні грошові суми, заховані там. Але Раїса в невідповідний момент втручається в розмову, і вони з Глібом опиняються в кімнаті. Пузановський спішно викликає до себе на квартиру всю зграю, і ті вирішують вбити непотрібних свідків. Ситуацію рятує подруга Раїси, стурбована довгою її відсутністю. Оперативна група і майор Томін вриваються в квартиру, коли почалася жорстока бійка і вже дійшло до поножовщини.
Сильні любовні почуття спонукали Царапова до розкаяння, на слідстві він добровільно видав велику кількість викрадених цінностей, захованих ним у лісі.
У Знаменського та Томіна з'являється новий начальник — полковник Алексєєв (Аристарх Ліванов).

## Ролі та виконавці

### Головні ролі
- Георгій Мартинюк —  Знаменський Павло Павлович
- Леонід Каневський —  Томін Олександр Миколайович
- Ельза Леждей —  Кібріт Зінаїда Янівна

### У ролях
- Марина Нейолова —  Раїса Глазунова
- Сергій Сазонтьєв —  Гліб Царапов
- Віталій Варганов —  Іван Данилович Пузановський «Пузо»
- Володимир Землянікін —  автослюсар Борис Анатолійович Молотков
- Володимир Сошальський —  Льоша Пєпкін (за книгою — Пєчкін)
- Олександр Ільїн —  Юра «Гарбуз»
- Тетяна Бестаєва —  продавчиня Маня, покупчиня краденого
- Аристарх Ліванов —  полковник Алексєєв
- Галина Петрова —  Тетяна, подруга Раїси
- Сергій Проханов —  Іван Агафонов
- Віктор Вишняк —  Костянтин «Самородок»
- Радій Афанасьєв —  Пекуровська, доцент
- Леонід Сатановський —  Шариков, пограбований Цараповим завмаг
- Георгій Горбачов —  Олег Модестович Негодяєв
- Анатолій Міхєєв —  таксист
- Володимир Ушаков —  Віктор Клячко
- Юрій Соколов —  Федько
- Олександр Кирилов —  продавець в комісіонці
- В'ячеслав Степанов —  товарознавець
- Юрій Нікулін —  Птахін, лейтенант
- Віктор Корєшков —  капітан
- Володимир Комратов —  завмаг
- Віктор Власов —  власник викраденого автомобіля
- Валентин Пєчніков —  п'яниця
- Олександра Терьохіна —  господиня кішки, випадкова свідка
- Неллі Ільїна-Гуцол —  консьєржка в будинку академіка
- Іветта Кисельова — епізод

## Знімальна група
- Режисер — Віктор Турбін
- Сценаристи — Олександр Лавров, Ольга Лаврова
- Оператор — Владислав Єфімов
- Композитор — Давид Тухманов
- Художник — Віктор Лєсков

## Створення
Після смерті Брежнєва і відходу з поста голови МВС «куратора» серіалу Щолокова, виникла 3-річна перерва в зйомках серіалу. Чергова серія «ЗнаТоКів» вийшла у 1985 році. Вперше в серіалі торкнулися до рідкісної для радянського кіно і телебачення теми злодія-аристократа.
У цій серії звичну пісню-лейтмотив серіалу «Незримий бій» змінила «Якщо потрібно — значить, потрібно, Нехай над головою летять роки, Наша служба ніби серце, Відпочинку не знає ніколи» (слова Роберта Рождественського, виконує О. Ухнальов) .